# Meghan Agosta
Meghan Christina Agosta, gsch. Agosta-Marciano, (* 12. Februar 1987 in Windsor, Ontario) ist eine ehemalige kanadische Eishockeyspielerin, die zwischen 2005 und 2018 für das kanadische Nationalteam aktiv war. Als jüngste Spielerin des Nationalteams gewann sie bei den Olympischen Winterspielen 2006 die Goldmedaille. Während ihrer Ehe mit Marc Marciano, dem Torhütertrainer des Nationalteams, trug sie zwischen August 2012 und Herbst 2014 einen Doppelnamen.

## Karriere
Meghan Agosta begann im Alter von sechs Jahren mit dem Eishockeysport, nachdem sie zuvor Eiskunstlauf ausgeübt hatte. Sie spielte als Jugendliche für die Chatham Cyclones und Windsor Wildcats. 2003 gewann sie bei den Canada Games mit dem Team Ontario die Goldmedaille in ihrer Altersklasse. Zudem gewann sie bei der IIHF Inlinehockey-Weltmeisterschaft 2004 mit dem kanadischen Nationalteam die Goldmedaille.
Im August 2004 zog sie nach Calgary um, um mit der Frauen-Nationalmannschaft zu trainieren. Ihren ersten Einsatz im Team Canada hatte sie beim 4 Nations Cup 2004. Im Vorfeld der Olympischen Spiele 2006 gehörte sie zu den erfolgreichsten Spielerinnen der Frauen-Auswahl. In diesem Zeitraum bekam sie Angebote verschiedener US-Colleges, für deren Eishockeyteams zu spielen, die Agosta in Hinblick auf eine optimale Olympiavorbereitung ausschlug.
Bei den Winterspielen gewann Agosta mit dem Nationalteam die Goldmedaille und erzielte an ihrem 19. Geburtstag einen Hattrick gegen das russische Frauenteam.
Nach diesem Erfolg begann sie ein Studium in Strafrecht am Mercyhurst College und spielt seither für das Eishockeyteam des Colleges, die Mercyhurst Lakers, in der CHA. In der Saison 2006/07 gewannen die Lakers die Meisterschaft ihrer Collegeliga, erreichten aber nur das Playoff-Viertelfinale der NCAA. Nach der Saison wurde Agosta für den Patty Kazmaier Memorial Award nominiert und schaffte es als erster sogenannter Freshman bis in die finale Nominierungsrunde dieser Auszeichnung. Zudem wurde sie in das First Team All-American gewählt und als CHA Spielerin des Jahres ausgezeichnet.
Zwei Jahre später führte Agosta die Mercyhurst Lakers als Kapitänin bis in das Finale der landesweiten NCAA-Meisterschaft, in dem das Team der University of Wisconsin mit 0:5 unterlag. Meghan Agosta erhielt erneut mehrere Auszeichnungen und gehörte zu den letzten drei Kandidaten für den Patty Kazmaier Memorial Award.
Bei den Olympischen Winterspielen 2010 erzielte Agosta neun Tore und sechs Assists, davon zwei weitere Hattricks, und gewann mit dem Team Canada erneut die Goldmedaille. Ob ihrer Leistungen wurde sie als wertvollste Spielerin des Turniers ausgezeichnet und in das All-Star-Team gewählt.
Seit 2013 spielt Agosta ausschließlich für das Nationalteam bei Weltmeisterschaften und Olympischen Winterspielen. Zur Vorbereitung der olympischen Eishockeyturniere nimmt die kanadische Auswahl jeweils an der Alberta Midget Hockey League teil. Bei den Olympischen Winterspielen 2014 in Sotschi sammelte Agosta vier Scorerpunkte, gewann abermals die Goldmedaille und wurde zum zweiten Mal in das olympische All-Star-Team gewählt.
Nach dem Olympiasieg in Sotschi begann sie eine Ausbildung bei der Polizei von Vancouver.
Bei den Weltmeisterschaften 2016 und 2017 gewann sie mit dem Nationalteam jeweils die Silbermedaille. Im Februar 2018 nahm sie mit dem Nationalteam an ihren vierten Olympischen Spielen teil, die in Südkorea ausgetragen wurden. Am Turnierende gewannen die kanadischen Frauen die Silbermedaille, zu diesem Erfolg trug Agosta 2 Tore und 3 Assists bei. Nach der Geburt ihres ersten Kindes kehrte Agosta aufs Eis zurück, beendete aber später ihre Karriere.

## Erfolge und Auszeichnungen

### College-Eishockey
| - 2007 AHCA First Team All-American - 2007 CHA Player of the Year - 2007 All-CHA First Team - 2007 CHA Tournament MVP - 2007 CHA Rookie of the Year - 2007 CHA All-Rookie Team - 2008 AHCA First Team All-American | - 2008 CHA Player of the Year - 2008 All-CHA First Team - 2008 CHA All-Tournament Team - 2008 CHA Tournament MVP - 2009 AHCA First Team All-American - 2009 Frozen Four All-Tournament Team - 2009 CHA Player of the Year | - 2009 CHA Three Star Player of the Year - 2009 All-CHA First Team - 2009 CHA All-Tournament Team - 2011 NCAA First Team All-American - 2011 CHA Player of the Year - 2011 CHA First All-Star Team |

### CWHL
- 2012 Angela James Bowl (Topscorerin der CWHL)
- 2013 Angela James Bowl (Topscorerin der CWHL)

### International
| - 2006 Goldmedaille bei den Olympischen Winterspielen - 2007 Goldmedaille bei der Weltmeisterschaft - 2008 Silbermedaille bei der Weltmeisterschaft - 2009 Silbermedaille bei der Weltmeisterschaft - 2010 Goldmedaille bei den Olympischen Winterspielen - 2010 Most Valuable Player, Topscorerin, beste Stürmerin und All-Star-Team der Olympischen Winterspiele - 2011 Silbermedaille bei der Weltmeisterschaft | - 2012 Goldmedaille bei der Weltmeisterschaft - 2013 Silbermedaille bei der Weltmeisterschaft - 2014 Goldmedaille bei den Olympischen Winterspielen - 2014 All-Star-Team bei den Olympischen Winterspielen - 2016 Silbermedaille bei der Weltmeisterschaft - 2017 Silbermedaille bei der Weltmeisterschaft - 2018 Silbermedaille bei den Olympischen Winterspielen |

## Karrierestatistik

### National
(Legende zur Spielerstatistik: Sp oder GP = absolvierte Spiele; T oder G = erzielte Tore; V oder A = erzielte Assists; Pkt oder Pts = erzielte Scorerpunkte; SM oder PIM = erhaltene Strafminuten; +/− = Plus/Minus-Bilanz; PP = erzielte Überzahltore; SH = erzielte Unterzahltore; GW = erzielte Siegtore; 1 Play-downs/Relegation; Kursiv: Statistik nicht vollständig)